# Маслонське
Маслонське (пол. Masłońskie) — село в Польщі, у гміні Порай Мишковського повіту Сілезького воєводства.
Населення — 624 особи (2011).
У 1975-1998 роках село належало до Ченстоховського воєводства.

## Демографія
Демографічна структура станом на 31 березня 2011 року:
|          | Загалом | Допрацездатний вік | Працездатний вік | Постпрацездатний вік |
| -------- | ------- | ------------------ | ---------------- | -------------------- |
| Чоловіки | 313     | 53                 | 223              | 37                   |
| Жінки    | 311     | 36                 | 175              | 100                  |
| Разом    | 624     | 89                 | 398              | 137                  |